# Jackline Maranga
Jackline Maranga (née le 16 décembre 1977) est une ancienne athlète kényane spécialiste du 1500 mètres. Elle est mariée avec l'athlète kényan Tom Nyariki.

## Palmarès

### Championnats du monde de cross-country
- Championnats du monde de cross-country 1999 à Belfast,  Royaume-Uni
  -  Médaille d'or du cross court

### Championnats d'Afrique d'athlétisme
- Championnats d'Afrique d'athlétisme 1998 à Dakar,  Sénégal
  -  Médaille d'or sur 1500 m
- Championnats d'Afrique d'athlétisme 2002 à Tunis,  Tunisie
  -  Médaille d'or sur 1500 m

### Championnats du monde junior d'athlétisme
- Championnats du monde junior d'athlétisme 1992 à Séoul,  Corée du Sud
  -  Médaille d'argent sur 1500 m
- Championnats du monde junior d'athlétisme 1994 à Lisbonne,  Portugal
  -  Médaille d'argent sur 800 m
- Championnats du monde junior d'athlétisme 1996 à Sydney,  Australie
  -  Médaille d'argent sur 1500 m